# Walter Tardáguila
Elbio Walter Tardáguila Lavega (ur. 13 lipca 1943) – urugwajski kolarz torowy i szosowy, uczestnik Letnich Igrzysk Olimpijskich 1972 w Monachium, dwukrotny medalista mistrzostw Urugwaju (złoto w 1972 i srebro w 1976)

## Wyniki olimpijskie
| Igrzyska       | Konkurencja                 | Czas      | Wynik |
| -------------- | --------------------------- | --------- | ----- |
| Monachium 1972 | Wyścig drużynowy na czas    | 2-21:57.7 | 27.   |
| Monachium 1972 | Szosowy wyścig indywidualny | 4-17:28   | 74.   |